# أبو صير الملق
قرية أبوصير الملق هي إحدى القرى التابعة لمركز الواسطى في محافظة بني سويف في جمهورية مصر العربية. حسب إحصاءات سنة 2006، بلغ إجمالي السكان في أبوصير الملق 19532 نسمة، منهم 9875 رجل و9657 امرأة.